# Деидамия Эпирская
Деидамия (др.-греч. Δηιδάμεια; убита в 233 до н. э.) — царица Эпира из рода Пирридов.
Из сообщений древних авторов неясно, являлась ли Деидамия дочерью царя Пирра II, либо её отцом был Пирр III. Некоторые современные исследователи, как, к примеру, Светлов Р. В., поэтому сомневаются, считать ли Деидамию внучкой или правнучкой Александра II.
Юстин именовал её Лаодамией, сестрой Нереиды, ставшей женой сиракузского царя Гелона II. Равно как Юстин, Полиэн отмечал, что эпироты выступили против своей царицы, и она была убита на территории храма Артемиды неким Милоном, покончившим затем с собой. У Деидамии не было детей, поэтому, находясь при смерти, «она передала власть народу».